# Karel Svěrák
Karel Svěrák (22. října 1889, Boskovice – 24. října 1942, Koncentrační tábor Mauthausen) byl český plicní lékař a odbojář z období druhé světové války popravený nacisty.

## Život

### Mládí a první světová válka
Karel Svěrák se narodil 22. října 1889 v rodině boskovického obuvníka Františka Svěráka a jeho ženy Josefy rozené Kosičkové. Ve svém rodišti absolvoval obecnou školu a gymnázium, v roce 1910 začal studovat na Lékařské fakultě Univerzity Karlovy. Studium zde mu přerušila první světová válka. K c. a k. armádě narukoval v červenci 1914, v říjnu téhož roku byl odvelen na srbskou frontu, kde sloužil na postu velitele zdravotnické hlídky. V květnu 1915 byl převelen frontu italskou, kde v prostoru Gorice sloužil jako zástupce praporního lékaře a poté jako zdravotník v zajateckém táboře a člen chirurgického oddělení polní nemocnice. V listopadu 1918 se vrátil do Československa.

### Mezi světovými válkami
Po skončení první světové války zůstal Karel Svěrák v československé armádě, obdržel ale studijní dovolenou, díky které mohl dokončit studium na Univerzitě Karlově. Zde promoval 8. května 1920. Poté byl v hodnosti nadporučíka odvelen na Slovensko. Během působení v Ružomberku založil pobočku Československého červeného kříže a poradnu Masarykovy ligy proti tuberkulóze. Od října 1924 působil na postu velitele vojenského léčebného ústavu pro plicní choroby v Tatranských Matliarech, v lednu 1929 se vrátil do Brna na vnitřní oddělení divizní nemocnice. Dosáhl hodnosti podplukovníka, v Brně si otevřel i vlastní lékařskou ordinaci, působil zde jako předseda Zemského sboru Masarykovy ligy proti tuberkulóze. V říjnu 1936 odešel do zálohy a nastoupil na československé ministerstvo zdravotnictví na post vrchního odborného rady a vedoucího zdravotně sociální péče, v Masarykově lize proti tuberkulóze se stal místopředsedou ústředí. Byl spoluredaktorem časopisu Praktický lékař a členem Sokola, publikoval články v časopisech i denním tisku.

### Protinacistický odboj a tragický osud celé rodiny
Do protinacistického odboje vstoupil Karel Svěrák na podnět revizora účtů Masarykovy ligy proti tuberkulóze Jana Sonnevenda, kdy pomáhal při zajišťování úkrytu příslušníků výsadku Anthropoid po spáchaném atentátu na Reinharda Heydricha a dalších československých parašutistů. Po zradě Karla Čurdy došlo k vlně zatýkání mezi spolupracovníky atentátníků a jejich rodinnými příslušníky. Jako první byla 7. července 1942 gestapem zatčena dcera Karla Svěráka Iris, sám Karel Svěrák pak tentýž den večer po návratu ze služební cesty. Jeho manželka Marie byla zatčena 24. července, v té době čtrnáctiletý syn Karel, který v té době nebyl doma, se pokusil ukrýt u prarodičů v Boskovicích. I on byl ale 2. srpna 1942 zatčen. Celá rodina byla uvězněna v pankrácké věznici, od 2. srpna pak v terezínské Malé pevnosti. Dne 29. 9. 1942 byli všichni stanným soudem odsouzeni k trestu smrti, 22. října odvezeni do koncentračního tábora Mauthausen, kde byli 24. října zastřeleni při fingované zdravotní prohlídce.

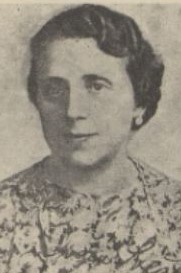
Marie Svěráková (1894–1942), manželka MUDr. Karla Svěráka, popravena
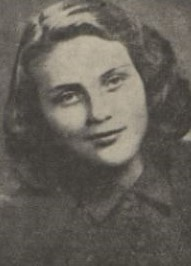
Iris Svěráková (1925–1942), dcera MUDr. Karla Svěráka, popravena
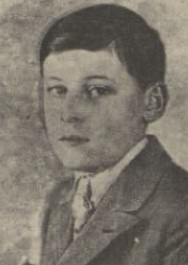
Karel Svěrák mladší (1927–1942), syn MUDr. Karla Svěráka, popraven

## Posmrtná ocenění
- Po Karlu Svěrákovi nese název ulice v jeho rodných Boskovicích.
- Karlu Svěrákovi byla v boskovické nemocnici v roce 2018 odhalena pamětní deska.[2]
- MUDr. Karel Svěrák, Karel Svěrák mladší, Iris Svěráková a Marie Svěráková jsou připomenuti na pomníku obětem 1. a 2. světové války v Boskovicích[3] a v Národním památníku hrdinů heydrichiády[4].
- Jméno Karel Svěrák je rovněž uvedeno na pamětní desce obětí z řad členů Masarykovy ligy proti tuberkulóze na Náměstí Kinských 602/2, Praha 5 - Smíchov (v domě v přízemí proti schodišti). Na desce je nápis: „UKRÝVAJÍCÍ NARODNÍ MSTITELE NA HEYDRICHOVI, SVŮJ ŽIVOT ZA VLAST A NÁROD OBĚTOVALI TITO ČINOVNÍCI A ÚŘEDNÍCI MLPT: PETR FAFEK, RELA FAFKOVÁ, LIBĚNA FAFKOVÁ, ANNA ŠRÁMKOVÁ, MARIE KARBANOVÁ, JAN SONNEVEND, MUDR KAREL SVĚRÁK, MUDR SOBĚSLAV SOBEK, MUDR JAN VČELÁK, JUDR JIŘÍ PLESKOT SE 13 ČLENY SVÝCH RODIN. JAN SONNEVEND BYL POPRAVEN 4. ZÁŘÍ 1942 V PRAZE. OSTATNÍ BYLI POPRAVENI 24. ŘÍJNA 1942 V MAUTHAUSENU. ČEST JEJICH NEHYNOUCÍ PAMÁTCE! MASARYKOVA LIGA PROTI TUBERKULOSE“.[5]
- Univerzita Karlova prohlásila MUDr. Karla Svěráka docentem ftizeologie in memoriam[6]